# Летище „Адолфо Суарес Мадрид-Барахас“
Летище „Адолфо Суарес Мадрид-Барахас“ (на испански: Aeropuerto Adolfo Suárez Madrid-Barajas) или Мадрид – Барахас (Aeropuerto Madrid-Barajas), наричано (от хора извън страната) само Барахас, е главното международно летище, което обслужва Мадрид, столицата на Испания.
Разположено е в източния градски район Бара́хас, в съседство с крайните застроени площи на столицата. Открито е през 1928 г. Нарежда се сред най-големите авиационни центрове в Европа.
„Барахас“ служи за входен пункт за Пиренейския полуостров от останалата част на Европа и света, и е ключова връзка между Европа и Латинска Америка. През 2007 г. повече от 52 милиона пътници са използвали „Барахас“. Това нарежда летището на 10-о място сред най-натоварените в света и на 4-то място сред най-натоварените европейски.
Летището има 4 терминала
Т1-авиокомпании,членки на Skyteam и Star Alliance:Delta Airlines,United Airlines,IberoJet,AeroMexico,Aegean,Lufthansa,Korean Airlines,Turkish Airlines,някои полети на Ryanair,Wizzair,EasyJet,Air Europa и др.
T2-нискобюджетни като Ryanair,Wizzair,EasyJet и др.
Т3-Air Europa
T4 и Т4S- авиокомпании от алианса Oneworld:Iberia,Qatar Airways,British Airways,American Airlines,Emirates,Etihad Airways,World2Fly,Bulgaria Air,Finnair,EL AL и др.

## История

### XX век
Летището е построено през 1927 година, но полети от национален и международен план се изпълняват от 22 април 1931 година. Построен е малък терминал с капацитет 30 000 пътници на година. Първият полет свързва Мадрид и Барселона на компанията Lineas Aéreas Postales Españolas (LAPE). В следващите години летището започва да свързва страната с други европейски и африкански държави. В края на 40-те години летището разполага с 3 писти, от които сега нито една не съществува, а също и са открити полети до Филипините и Латинска Америка.
Преживява разцвет през 1950-те години. Обслужва повече 500 хиляди пътници, разполага с 5 писти и полети до Ню Йорк. Националният терминал (сега Т2) започва да се конструира през 1954 година и е открит след малко повече от година. През 1957 година аеропортът е отличен като първокласно международно летище.
През 1970-те години големи машини започват да кацат на летището, трафикът нараства заради голямата туристическа експанзия. На летището започва да каца Боинг 747, започва строеж на нов международен терминал (сега Т1). Всекидневни полети от Мадрид до Барселона са пуснати, изпълняващи се по няколко пъти на ден на националния авиопревозвач Iberia.
Заради Световното първенство по футбол (1982) се налагат огромни промени в летището, като уголемяване и модернизиране на терминалите.
90-те години разширяването продължава. Построен е карго-терминал, а контролната кула е реновирана. През 1998 година е открита нова контролна кула, висока 71 метра. Същата година ноември месец новата писта 18R-36L започва да функционира, заменяйки старата 18 – 36. Дълга е 4400 метра, една от най-дългата в Европа. От 2000 година е построен 4-тия терминал, както и 2 нови писти.

### XXI век
- Новите терминали и пистите са завършени.
- През 2007 година летището е обслужило 52 милиона пътници. То печели наградата „Най-добро летище“ през 2008 година. [1]
- През 2010 година испанското правителство решава да даде летището на концесия за срок от 40 години.
- През 2012 година двете писти 15/33 са преименувани на 14R/32L (най-дългата) и 14L/32R (най-късата).
- На 1 август 2015 година каца първият А380, свързващ Дубай с Мадрид на Emirates.
- След смъртта на Адолфо Суарес (първият министър-председател на Испания) [2] един от министрите съобщава, че летището ще бъде преименувано на „Адолфо Суарес летище Мадрид – Барахас“.

## Дестинации
Информацията е актуална към февруари 2020 г. 

### Терминал Т1
| Авиолиния             | Дестинации |
| --------------------- | --- |
| Aer Lingus            | Дъблин |
| Aeroflot              | Москва Шереметиево |
| Aerolíneas Argentinas | Буенос Айрес Езейза |
| Aeromexico            | Мексико Сити |
| Air Canada            | Торонто |
| Air China             | Пекин, Сао Пауло „Гуарулюс“ |
| Blue Air              | Бакъу, Букурещ „Отопени“ |
| Cubana de Aviación    | Хавана, Сантяго де Куба |
| Delta Air Lines       | Атланта, Ню Йорк |
| easyJet               | Берлин Тегел, Бристол, Единбург, Ливърпул, Лион, Лисабон, Лондон Гетуик, Лондон Лутън, Милано Малпенса, Париж „Шарл дьо Гол“ |
| easyJet Switzerland   | Базел/Мюлхаус, Женева |
| Ethiopian Airlines    | Адис Абеба |
| Etihad Airways        | Абу Даби |
| Korean Air            | Сеул Инчон |
| Norwegian Air Shuttle | Лос Анджелис, Осло |
| Ryanair               | Айндховен, Атина, Бари, Берлин Шьонефелд, Бирмингам, Болония, Брюксел, Брюксел „Шарлероа“, Будапеща, Букурещ Отопени, Варшава Модлин, Гран Канария, Дъблин, Ибиса, Киев Бориспол, Каляри, Катания, Копенхаген, Краков, Кьолн/Бон, Ланцароте, Лондон Станстед, Люксембург, Малта, Манчестър, Маракеш, Марсилия, Милано Малпенса, Наполи, Палермо, Палма де Майорка, Париж Бове, Пиза, Порто, Прага, Рабат, Рим Чампино, Сантяго де Компостела, София, Танжер, Тенерифе-север, Тенерифе-юг, Фес, Фуертевентура, |
| Saudia                | Джеда, Рияд |
| TAROM                 | Букурещ Отопени |
| Turkish Airlines      | Истанбул |
| United Airlines       | Нюарк |
| Wizz Air              | Будапеща, Букурещ „Отопени“, Виена, Клуж-Напока, Крайова, Сибиу, София, Тимишоара |

### Терминал Т2
| Авиолиния                     | Дестинации                   |
| ----------------------------- | ---------------------------- |
| Aegean Airlines               | Атина                        |
| Alitalia                      | Милано Линате, Рим Фиумичино |
| Brussels Airlines             | Брюксел                      |
| LOT Polish Airlines           | Варшава                      |
| Lufthansa                     | Мюнхен, Франкфурт            |
| Swiss International Air Lines | Женева, Цюрих                |
| TAP Portugal                  | Лисабон, Порто               |

### Терминал Т1-3
| Авиолиния  | Дестинации |
| ---------- | --- |
| Air France | Париж Орли, Париж Шарл дьо Гол |
| KLM        | Амстердам |
| Air Europa | Аликанте, Амстердам, Астурия, Асунсион, Барселона Ел Прат, Билбао, Богота, Брюксел, Буенос Айрес-Езейза, Валенсия, Венеция, Виго, Гран Канария, Гуаякил, Дюселдорф, Ибиса, Казабланка, Канкун, Каракас, Кито, Кордоба, Ланцароте, Ла Коруня, Лима, Лисабон, Лондон Гетуик, Малага, Маракеш, Маями, Меделин, Милано „Малпенса“, Монтевидео, Мюнхен, Ню Йорк, Палма де Майорка, Панама Сити, Париж Орли, Порто, Пуерто Игуасу, Пунта Кана, Ресифе, Рим Фиумичино, Салвадор, Сан Педро Сула, Санто Доминго, Сао Пауло Гуарулюс, Севиля, Тел Авив, Тенерифе-север, Тунис, Форталеза, Франкфурт, Фуертевентура, Хавана, Цюрих |

### Терминал Т4
Завършен е през 2006 година. Проектиран е от Ричард Роджърс и Антонио Ламела, строителството е ръководено от Луис Видал. Построен е от испанската компания Ferrovial. Терминалът е сред най-големите в света – заема площ от 760 000 м². Състои се от основен комплекс (Т4) и сателитен (Т4S).
| Авиолиния             | Дестинации |
| --------------------- | --- |
| American Airlines     | Далас/Форт Уърт, Маями, Ню Йорк, Филаделфия |
| Avianca               | Богота, Кали, Меделин |
| Boliviana de Aviacion | Санта Крус де ла Сиера, Кочабамба |
| British Airways       | Лондон Хийтроу |
| Bulgaria Air          | София |
| Czech Airlines        | Прага |
| El Al                 | Тел Авив |
| Emirates              | Дубай |
| Finnair               | Хелзинки |
| Iberia                | Астурия, Атина, Базел/Мюлхаус, Барселона Ел Прат, Билбао, Богота, Бостън, Брюксел, Будапеща, Буенос Айрес-Езейза, Вашингтон Дълес, Венеция, Виго, Виена, Гватемала Сити, Гуаякил, Дакар, Дюселдорф, Женева, Загреб, Каракас, Кито, Ла Коруня, Лима, Лисабон, Лондон Хийтроу, Лос Анджелис, Маракеш, Маями, Меделин, Мексико Сити, Милано Линате, Милано Малпенса, Монтевидео, Мюнхен, Ню Йорк, Осло, Панама Сити, Париж Орли, Порто, Прага, Рим Фиумичино, Рио де Жанейро-Галеан, Сан Салвадор, Сан Хосе, Сан Хуан, Сантандер, Санто Доминго-Лас Америкас, Сантяго, Сао Пауло Гуарулюс, Стокхолм Арланда, Тел Авив, Токио Нарита, Флоренция, Хавана, Хамбург, Херес де ла Фронтера, Цюрих, Чикаго О'Хеър, Шанхай |
| Iberia Express        | Амстердам, Берлин Тегел, Бирмингам, Гран Канария, Дъблин, Ибиса, Копенхаген, Ла Палма, Ланцароте, Лондон Гетуик, Лион, Малага, Манчестър, Нант, Неапол, Ница, Палма де Майорка, Париж Шарл дьо Гол, Рен, Сантяго де Компостела, Севиля, Тенерифе-Север, Тенерифе-Юг, Фуертевентура, Щутгарт |
| Iberia Regional       | Алжир, Аликанте, Алмерия, Астурия, Ла Коруня, Бадахос, Болоня, Бордо, Валенсия, Виго, Гранада, Ибиса, Казабланка, Лион, Лисабон, Малага, Маракеш, Марсилия, Мелиля, Менорка, Нант, Ница, Палма де Майорка, Памплона, Сан Себастиан, Сантандер, Севиля, Страсбург, Танжер, Торино, Тулуза, Франкфурт, Херес де ла Фронтера, Цюрих, |
| LATAM Brasil          | Сао Пауло Гуарулюс |
| LATAM Chile           | Сантяго |
| LATAM Perú            | Лима |
| Luxair                | Люксембург |
| Qatar Airways         | Доха |
| Royal Jordanian       | Аман |
| Vueling               | Барселона Ел Прат, Ибиса, Париж Шарл дьо Гол, Рим Фиумичино, Флоренция |

## Статистика

### Общи данни
|                         |            |                  |                |
|                         | Пътници    | Самолетодвижения | Карго (тонове) |
| 2001                    | 34 050 215 | 375 558          | 295 944        |
| 2002                    | 33 915 302 | 368 029          | 295 711        |
| 2003                    | 35 855 861 | 383 804          | 307 026        |
| 2004                    | 38 718 614 | 401 503          | 341 177        |
| 2005                    | 42 146 784 | 415 704          | 333 138        |
| 2006                    | 45 799 983 | 434 959          | 325 702        |
| 2007                    | 52 110 787 | 483 292          | 325 201        |
| 2008                    | 50 846 494 | 469 746          | 329 187        |
| 2009                    | 48 437 147 | 435 187          | 302 863        |
| 2010                    | 49 863 504 | 433 683          | 373 380        |
| 2011                    | 49 671 270 | 429 390          | 394 154        |
| 2012                    | 45 195 014 | 373 185          | 359 362        |
| 2013                    | 39 735 618 | 333 056          | 346 602        |
| 2014                    | 41 833 374 | 342 601          | 366 645        |
| 2015                    | 46 828 279 | 366 605          | 381 069        |
| 2016                    | 50 420 583 | 378 150          | 415 774        |
| 2017                    | 53 402 506 | 387 566          | 470 795        |
| 2018                    | 57 891 340 | 409 832          | 518 858        |
| 2019                    | 61 734 037 | 426 376          | 558 567        |
| Source: Aena Statistics |            |                  |                |

### Главни линии
| № | Дестинация        | Пътници   | Превозвачи                                                                    |
| - | ----------------- | --------- | ----------------------------------------------------------------------------- |
| 1 | Барселона Ел Прат | 2 573 822 | Air Europa, Iberia, Vueling                                                   |
| 2 | Палма де Майорка  | 1 993 272 | Air Europa, Air Nostrum, Iberia Express, Norwegian Air International, Ryanair |
| 3 | Гран Канария      | 1 658 334 | Air Europa, Iberia Express, Norwegian Air International, Ryanair              |
| 4 | Тенерифе – север  | 1 494 504 | Air Europa, Norwegian Air International, Ryanair                              |
| 5 | Ибиса             | 837 333   | Air Europa, Air Nostrum, Iberia Express, Ryanair, Vueling                     |

| № | Дестинация     | Пътници   | Превозвачи                                             |
| - | -------------- | --------- | ------------------------------------------------------ |
| 1 | Лисабон        | 1 557 731 | Air Europa, easyJet, Iberia, TAP Express, TAP Portugal |
| 2 | Лондон Хийтроу | 1 320 986 | British Airways, Iberia                                |
| 3 | Париж Орли     | 1 361 645 | Air Europa, Iberia, Transavia France                   |
| 4 | Рим Фиумичино  | 1 266 980 | Air Europa, Alitalia, Iberia, Vueling                  |
| 5 | Амстердам      | 1 144 421 | Air Europa, Iberia Express, KLM                        |

| № | Дестинация            | Пътници   | Превозвачи                                                                    |
| - | --------------------- | --------- | ----------------------------------------------------------------------------- |
| 1 | Ню Йорк               | 1 030 399 | Air Europa, American Airlines, Delta Air Lines, Iberia, Norwegian Air Shuttle |
| 2 | Богота                | 953 942   | Avianca, Iberia, Air Europa                                                   |
| 3 | Буенос Айрес – Езейза | 949 120   | Aerolíneas Argentinas, Air Europa, Iberia                                     |
| 4 | Мексико Сити          | 882 700   | Aeroméxico, Iberia                                                            |
| 5 | Лима                  | 734 080   | Air Europa, Iberia, LATAM, Plus Ultra Líneas Aéreas                           |